# Kittiläi repülőtér
A Kittiläi repülőtér (IATA: KTT, ICAO: EFKT) Finnország egyik nemzetközi repülőtere, amely Kittilä közelében található. Éves utasforgalma 337 198 fő (2022).

## Futópályák
A repülőtér futópályái:
- 16/34 (2500 m, 45 m, aszfalt)

## Forgalom
Az utasforgalom az elmúlt években az alábbi módon változott:
| Utasok száma | 127 898 | 181 538 | 213 782 | 245 084 | 245 313 | 238 538 | 234 733 | 325 053 | 363 161 | 337 198 |
|              | 1998    | 2001    | 2003    | 2006    | 2009    | 2011    | 2014    | 2017    | 2019    | 2022    |